# Musée national de la Grande-Grèce
Le musée national de la Grande-Grèce (ou musée archéologique national de Reggio de Calabre ; en italien : Museo Nazionale della Magna Grecia ou Museo Archeologico Nazionale di Reggio Calabria) est un musée archéologique italien fondé en 1882, situé à Reggio de Calabre et contenant une importante collection d'éléments trouvés sur divers sites de Grande-Grèce. Les pièces maîtresses en sont les deux statues de bronze dites bronzes de Riace.

## Histoire

### Origines
Le musée est créé en 1882 sur proposition de Demetrio Salazar. En 1907, le directeur est l'archéologue Paolo Orsi. À la suite du séisme de 1908 à Messine et la destruction du bâtiment abritant les collections archéologiques, Paolo Orsi propose la création d'un grand musée national d'archéologie. La Surintendance archéologique italienne, qui s'installe en 1925 à Reggio, était impatiente de construire un nouveau bâtiment pour le musée central de la Magna Grecia ou musée national de Magna Grecia. Commencé en 1932, sur les plans de l'architecte Marcello Piacentini, il est l'un des premiers édifices en Italie conçu spécialement pour devenir un musée.

## Collections

### Préhistoire et protohistoire
Cette section a été récemment réorganisée. Elle comporte :
- choppers du Paléolithique trouvés à Casella di Maida. (600000 ans)
- gravure de Bos Primigenius découverte à Papasidero en 1961. (11000 ans)
- terres-cuites, bronzes, objets de fer du Néolithique de provenance diverse : Praia a Mare, Torre Galli, Santa Domenica di Ricadi, Roccella Ionica, Amendolara, Cassano allo Ionio.

### Colonies de Grande-Grèce
- Kouros de Reggio
- Dioscures de Locres
- Pinakes, ex-votos de terre-cuite provenant de Locres

### Numismatique

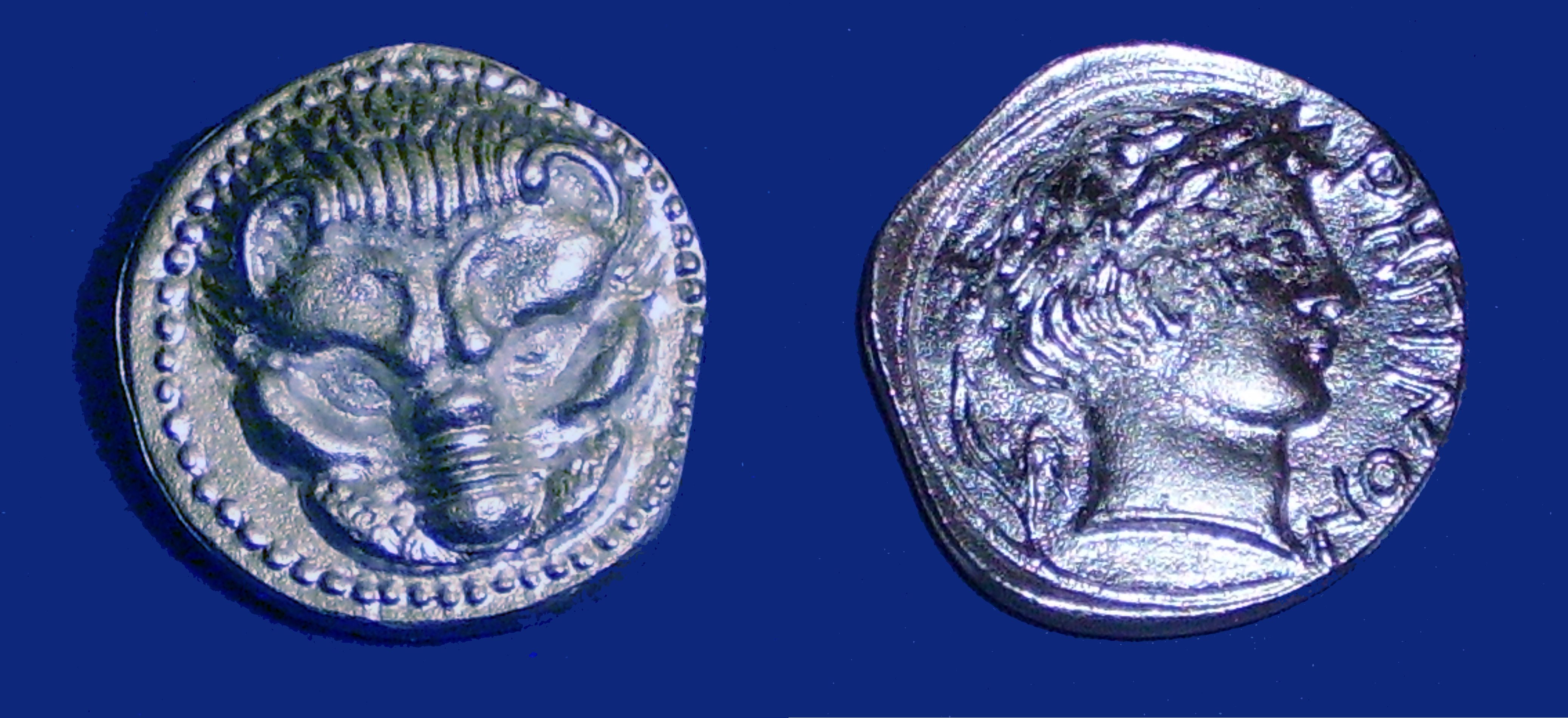
Tétradrachme d'argent de Reggio de Calabre, antérieur à 400 av. J.-C.

- Collection de monnaies grecques dont 134 monnaies d'un trésor découvert dans le quartier de Vito Superiore à Reggio.

### Collections romaines et byzantines

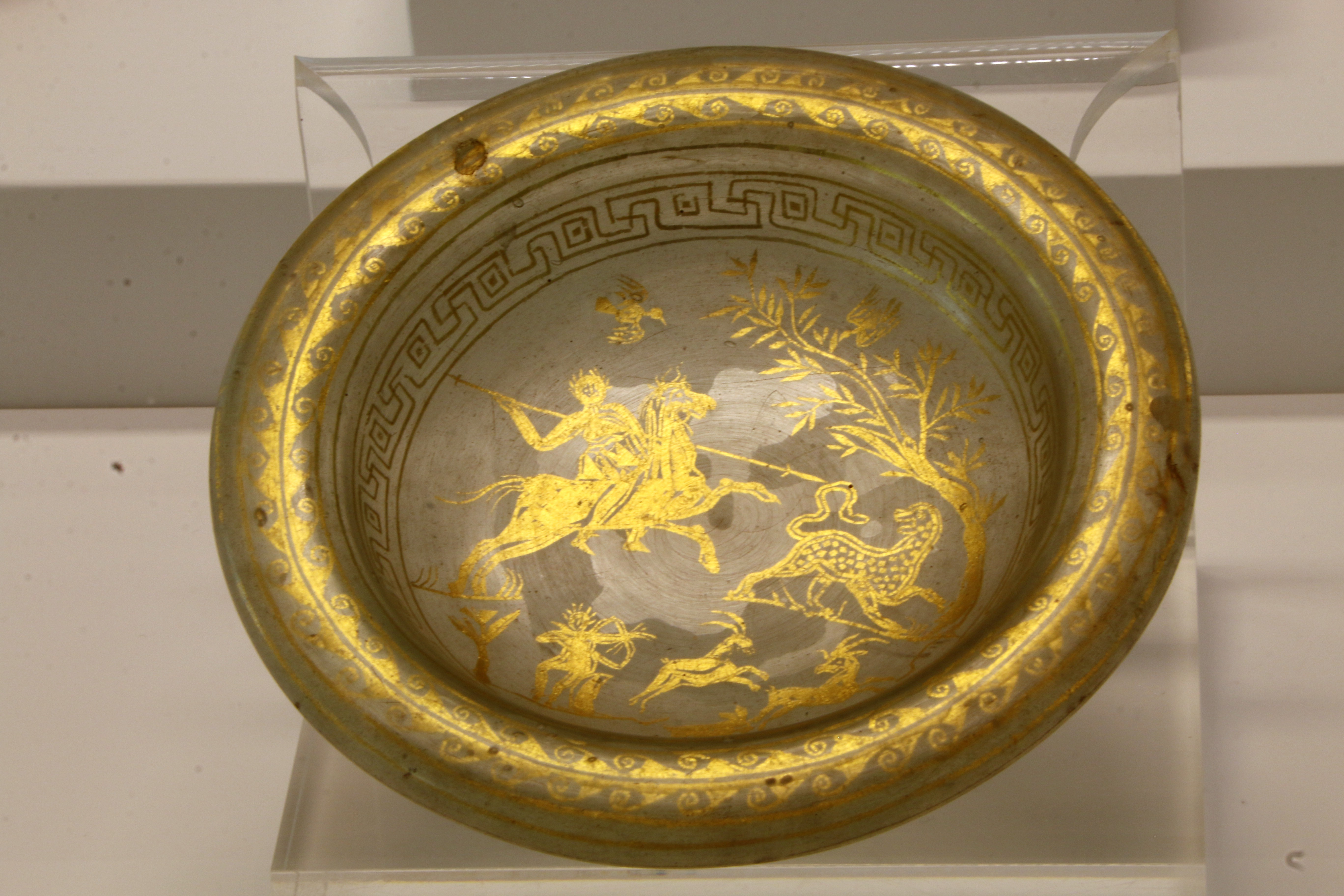
Scène de chasse. Verre doré. IIe siècle de notre ère.
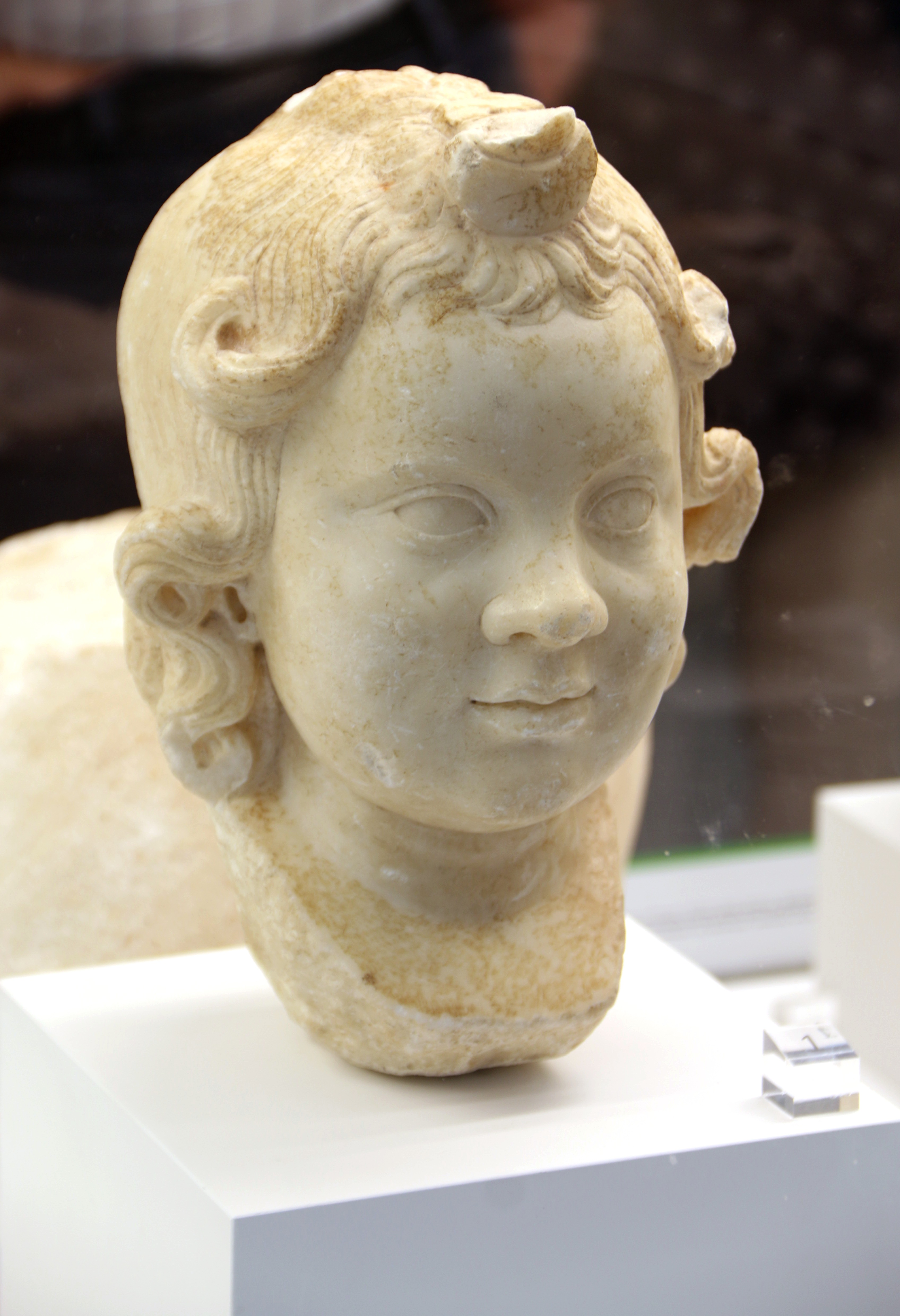
Tête d'Harpocrate. Marbre, IIe siècle de notre ère.

### Pinacothèque

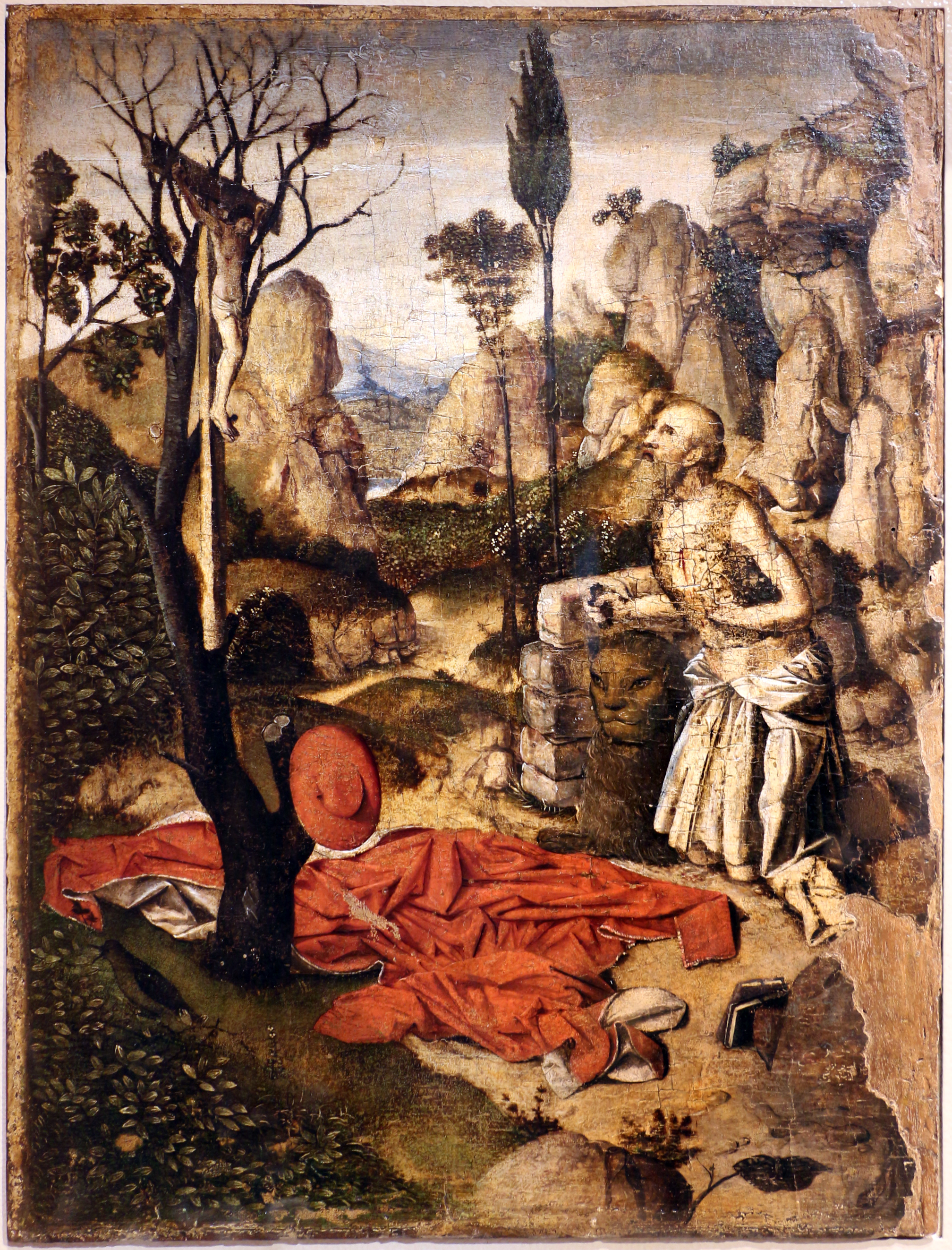
Antonello da Messina, Saint Gérôme pénitent, v. 1460

### Archéologie sous-marine
Ouverte en 1981, la section comporte :
- Bronzes de Riace
- Tête de philosophe
- Bronzes de Porticello
- en outre elle comporte une riche collection d'amphores.

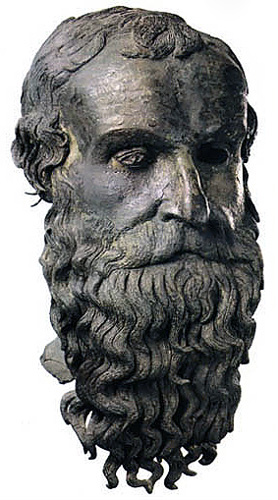
Tête de philosophe : bronze original grec, portrait, entre 460 et 440 AEC
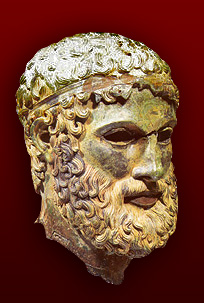
Tête de Bâle : bronze original grec, style "sévère tardif" (vers 460-450 AEC).
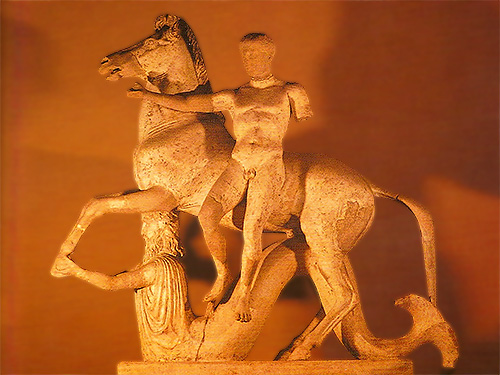
Dioscures provenant de Locri Epizephiri